# Desa Jipang (administrativ by i Indonesien, lat -7,40, long 109,19)
Desa Jipang är en administrativ by i Indonesien.   Den ligger i provinsen Jawa Tengah, i den västra delen av landet, 290 km sydost om huvudstaden Jakarta.